# Franz Dahlen von Orlaburg
Franz svobodný pán Dahlen von Orlaburg (6. prosince 1779 Orlat, Sedmihradsko – 18. února 1859 Štýrský Hradec) byl rakouský generál. V rakouské armádě sloužil od roku 1797, během napoleonských válek se několikrát vyznamenal statečností, poté působil jako štábní důstojník převážně v Itálii. Ve vojsku dosáhl hodnosti polního zbrojmistra a získal titul barona (1850). V závěru kariéry zastával funkci prezidenta Nejvyššího vojenského soudního dvora.

## Životopis

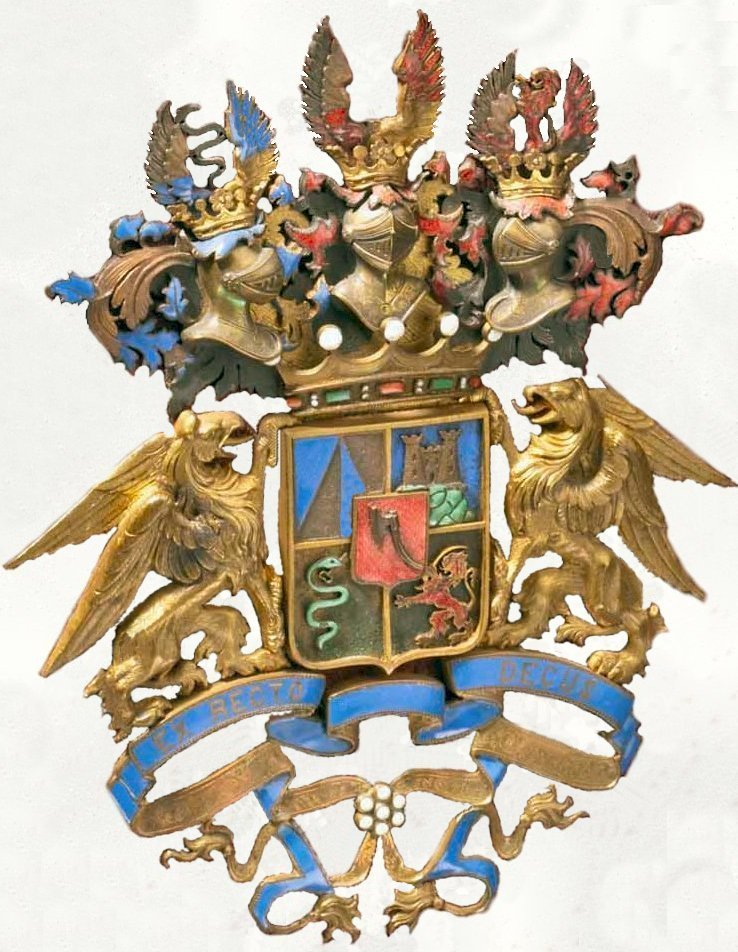
Erb rodu Dahlenů z Orlaburgu

Pocházel ze šlechtické rodiny původem z Kuronska, později usazené v Sedmihradsku. Do armády vstoupil jako kadet v roce 1797 ke 40. pěšímu pluku a během válek s revoluční Francií se několikrát vyznamenal statečností. Již ve dvaceti letech byl poručíkem a poté zastával funkci pobočníka u vrchního velitele v Sedmihradsku generála Mitrovského. Postupoval v hodnostech (nadporučík 1805, rytmistr 1809) a v tažení roku 1809 bojoval v bitvách u Aspern a Wagramu. V rámci rakouského vojenského kontingentu se v roce 1812 zúčastnil Napoleonova tažení do Ruska, poté pod maršálem Schwarzenbergem bojoval v bitvě u Lipska (1813). Po napoleonských válkách působil jako generální pobočník v Benátsku generála Bubny a v roce 1821 byl povýšen na podplukovníka. Jako plukovník byl v letech 1825–1830 velitelem 43. pěšího pluku v Košicích.
V roce 1830 byl přeložen do Zadaru, kde krátce převzal vrchní velení a v roce 1832 získal hodnost generálmajora. V dalších letech byl brigádním velitelem ve Veroně a Brescii, svými aktivitami v době epidemie cholery si získal uznání od maršála Radeckého. V roce 1840 byl povýšen na polního podmaršála a stal se divizním velitelem ve Lvově. Jako velitel divize byl v roce 1846 přeložen do Karlovace a později do Záhřebu.V době maďarské revoluce (1848–1849) byl velitelem záložních vojsk v Chorvatsku. V roce 1850 dosáhl hodnosti polního zbrojmistra a o rok později byl penzionován, nakonec ale ještě krátce v letech 1851–1852 zastával post prezidenta Nejvyššího vojenského soudního dvora ve Vídni.
V roce 1840 byl povýšen do šlechtického stavu s titulem rytíř a v roce 1849 obdržel titul c. k. tajného rady s nárokem na oslovení Excelence. V roce 1850 získal titul svobodného pána. Od roku 1844 byl také čestným majitelem pěšího pluku č. 59 dislokovaného v Salzburgu. Za účast v bitvě u Lipska byl dekorován ruským Řádem sv. Anny, později během působení v Itálii získal Řád sv. Mořice a Lazara a Konstantiniánský řád sv. Jiří. V Rakousku získal v roce 1849 Řád železné koruny I. třídy.
Během své služby v Košicích se v roce 1827 oženil s Marií Rambauskovou (†1834). Jejich jediný syn Hermann Dahlen von Orlaburg (1828–1887) byl rakousko-uherským generálem a v letech 1881–1882 guvernérem v Bosně a Hercegovině.